# Seminario Diocesano de Ávila
El Seminario Diocesano de Ávila, o Seminario Mayor San Juan de la Cruz y Santa Teresa es un centro de estudios que acoge a los aspirantes al sacerdocio de la diócesis de Ávila.

## Historia

### Fundación y comienzos
El seminario abulense nació en cumplimiento del decreto “Pro Seminariis”, que publicó el Concilio de Trento en 1563. En dicho documento se ordenaba a todas las diócesis erigir un seminario propio, además de fijar las líneas fundamentales de la formación espiritual del centro, y señalar al ordinario local como máximo responsable espiritual y material del centro.
Es el 24 de noviembre de 1568, cuando el obispo Álvaro de Mendoza (colaborador de Santa Teresa de Jesús), firmaba en Olmedo el decreto por el que se erigía el seminario. Obtuvo aprobación del papa Gregorio XII mediante la bula “Ad Apostolicae dignitatis”, del 1 de agosto de 1573.

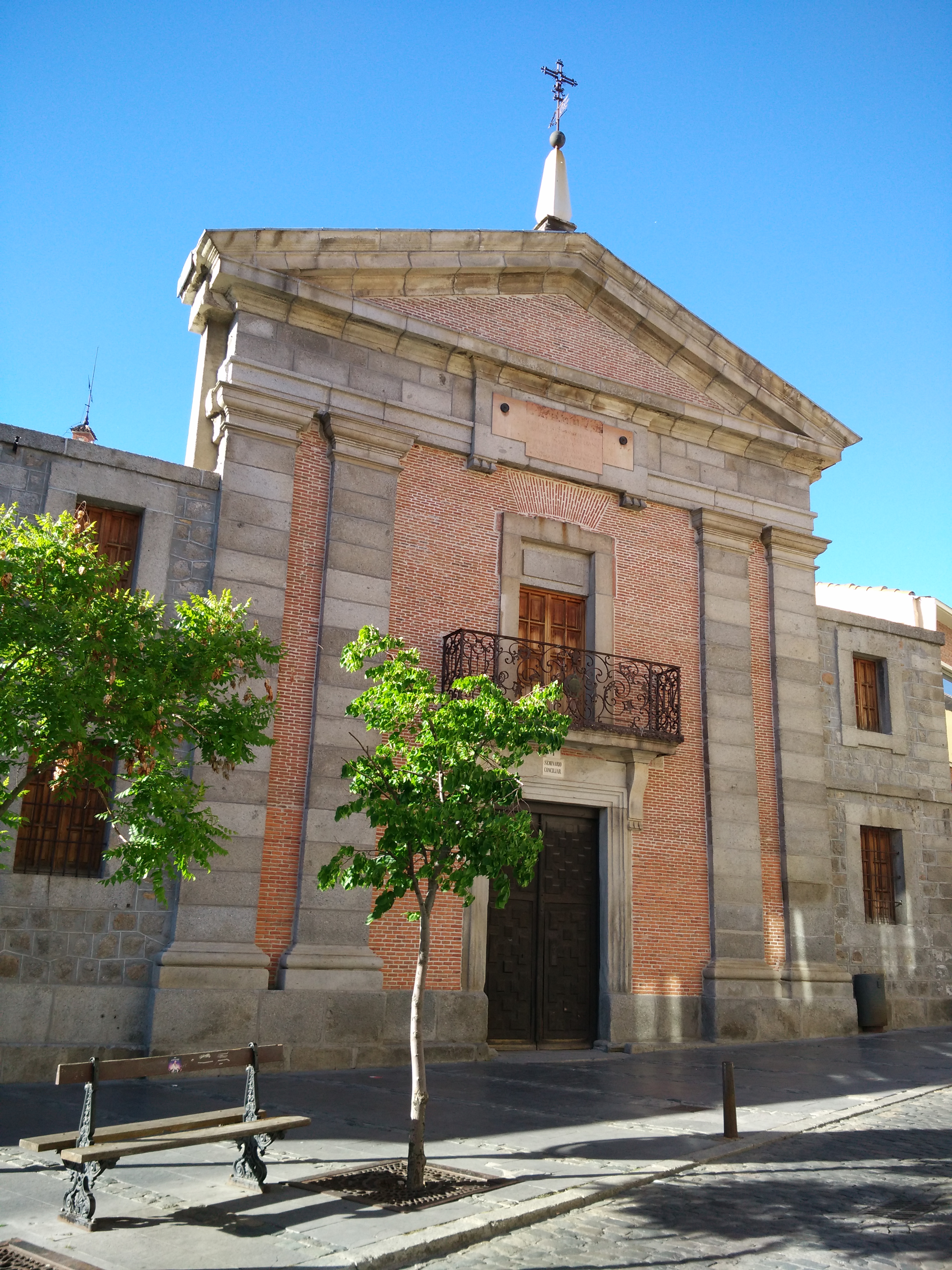
Portada del antiguo Seminario de Ávila

Se escogió como sede el antiguo monasterio de monjas cistercienses, anejo a la iglesia de San Millán. De todas maneras, el conocido como Colegio de San Millán no era aun propiamente un seminario como ordenaba el Concilio de Trento. En San Millán solo se admitían presbíteros o a quienes estaban muy próximos al sacerdocio.
No fue hasta 1587 que el obispo Pedro Fernández Temiño lo reformó en arreglo al decreto “Pro Seminariis”. Los seminaristas menores estudiaban en el colegio de San Gil de los jesuitas, y los seminaristas mayores acudirán al colegio de Santo Tomás de los dominicos para estudiar Filosofía y Teología. En este momento el seminario atraviesa unos comienzos humildes, y solamente vivían en la casa un rector y 6 colegiales, que pronto aumentarían a 12.

### Guerra de Independencia
Los seminaristas mayores seguirán estudiando con los dominicos de Santo Tomás hasta que en 1807 el gobierno ordena suprimirlo, junto con numerosas instituciones educativas. El obispo local, monseñor Manuel Gómez Salazar, consigue reclutar nuevos profesores para sustituir a los dominicos entre el cabildo catedralicio y párrocos de la ciudad. Esta situación se alargó hasta el estallido de la Guerra de Independencia española, durante la que el seminario se vacía y Ávila sufre un terrible saqueo.
No fue hasta 1818 que se consigue reabrir el seminario, con casi 100 estudiantes. En 1820 se produce a nivel nacional una conmoción política debido al Alzamiento de Riego, que acabó con el Sexenio Absolutista e inauguró el Trienio Liberal. A nivel diocesano, fue arrinconado el obispo Rodrigo Antonio de Orellana, O.Praem., por el jefe político de la provincia, y una parte del seminario se convirtió en cárcel pública. Esta parte del seminario no se devolvió durante 24 años, hasta 1855. De todas formas, en 1824 se reabrió el colegio de Santo Tomás como universidad y creció el número de los seminaristas (40 en 1825). Volvió a ser suprimido en 1835. 

### sigloXX
En 1918 fue nombrado obispo de Ávila Monseñor Enrique Plá y Deniel, que encargó la dirección del seminario a los padres Paúles. Durante los cursos escolares del 37 al 40 el seminario se tuvo que trasladar debido a la contienda. Durante la guerra, el edificio fue utilizado como cárcel por los nacionales. Es en 1940, cuando monseñor Santos Moro, que había sido formador y profesor del propio seminario, lo puso en manos del clero diocesano.
Durante los años de la posguerra aumentó considerablemente el número de seminaristas. En 1943 el seminario menor se traslada de Ávila a Arenas de San Pedro, al palacio de los Borbones, que fue comprado a buen precio con el legado de Lucía Zamora.[cita requerida] Por otro lado, monseñor Santos anunció la construcción de un nuevo seminario mayor en 1948 en su carta pastoral “Nuevo Seminario”. El seminario se comenzó ese mismo año y se acabó en 1955. En su erección colaboró notablemente el padre Teodoro García Robledo.
En 1968 tomó posesión de la diócesis abulense monseñor Maximino Romero de Lema, quien decidió trasladar para el curso 1969-70 a los estudiantes de Teología a un teologado propio en Salamanca, de manera que pudieran estudiar en la Universidad Pontificia salmantina. También se comenzó una nueva experiencia de cohabitación en pisos (en la calle de la Fuente, nº 24 en Salamanca), que duró casi dos décadas. Colaboraron en el teologado de Salamanca monseñor Carlos López Hernández, que luego sería ordinario de Salamanca, y monseñor Ricardo Blázquez Pérez, que llegaría a ocupar el cargo de Arzobispo de Valladolid.

### Actualidad
En los años de los años 80 se decidió acabar con la experiencia del seminario en pisos, y trasladarlo a un edificio convencional. Se eligió una finca en la avenida de Champagnat, propiedad de la Fundación Amalia Fernández Martí, cuya presidencia correspondía al obispo de Salamanca. En diciembre de 1987 se compró la finca y el padre Porfirio Grande Ruiz, sacerdote diocesano y administrador del seminario, fue elegido para supervisar la construcción. El nuevo teologado de la diócesis abulense en Salamanca fue inaugurado el 1 de junio de 1989. Los seminaristas que estudiab Teología lo estrenaron ese mismo curso 1989-90. Se trasladaron al nuevo teologado los estudiantes de dicho nivel de Ciudad Rodrigo y de Segovia, en los cursos 1991-92 y 1993-93, respectivamente. Esta situación se mantiene en la actualidad.
Durante el curso 2016-17, estudiaron en el seminario abulense ocho seminaristas mayores, según cifras oficiales. A principios de 2017 fue nombrado obispo de Plasencia José Luis Retana Gozalo, quien fuera rector del seminario durante 15 años.

## Patronazgo
El Seminario Diocesano abulense está encomendado a San Juan de la Cruz, y a Santa Teresa de Ávila (o de Jesús), santos españoles que jugaron un importante papel en la Contrarreforma y en la refundación de la Orden del Carmelo.